# By:Larm
by:Larm (bruit de la ville en norvégien) est un évènement musical norvégien qui a lieu chaque hiver depuis 1998 ; il se compose d'un festival de musique et d'un congrès. Après avoir eu lieu à Tromsø, Bergen, Stavanger, Kristiansand et Trondheim (2 fois dans chaque ville) lors de ses dix premières années, il s'est définitivement installé en 2008 dans la capitale Oslo, pour pouvoir accueillir plus de visiteurs.
Depuis 2011, by:Larm organise une remise de prix du meilleur album des pays nordiques, le Prix musical nordique.

## Le congrès
Le congrès est réservé aux professionnels norvégiens et étrangers de l'industrie de la musique. Une série de conférences, de séminaires et de débats s'y déroulent durant ces quelques jours.

## Le festival
Le festival de musique se déroule la nuit et est ouvert au public. Le principal objectif est de présenter des artistes qui sont sur le point de réussir, dans leur pays d'origine ou à l'étranger.

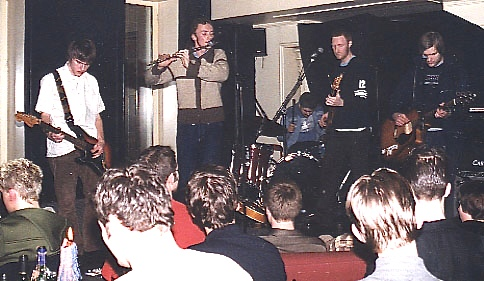
Thomas Hansen en concert avec Emily Lang à
Bergen lors de by:Larm 2000.

Sites du festival
- 1998 : Trondheim
- 1999 : Stavanger
- 2000 : Bergen
- 2001 : Tromsø
- 2002 : Kristiansand
- 2003 : Trondheim
- 2004 : Bergen
- 2005 : Stavanger
- 2006 : Tromsø
- 2007 : Trondheim
- depuis 2008 : Oslo

## Chiffres
À by:Larm en 2009 il y a eu :
- Environ 1 800 « Speed Meetings » (réunions rapide)
- Près de 50 conférences, débats et ateliers
- Environ 500 concerts
- Près de 1 900 participants enregistrés et plus de 500 musiciens et artistes.